# Matej Kök
Matej Kök (ur. 11 grudnia 1996) – słoweński siatkarz, grający na pozycji przyjmującego, reprezentant Słowenii. 

## Sukcesy klubowe
Liga słoweńska:
- 2018, 2020, 2022[5], 2023[6], 2025[7]
- 2021
- 2017

Puchar Słowenii:
- 2017, 2020, 2022, 2023[8], 2025[9]

MEVZA - Liga Środkowoeuropejska:
- 2020, 2021, 2022[10], 2023[11], 2025[12]
- 2019
- 2018

Liga austriacka:
- 2019

Liga południowokoreańska:
- 2024[13]

## Nagrody indywidualne
- 2021: MVP turnieju finałowego MEVZA - Ligi Środkowoeuropejskiej